# Kinderprostitutie

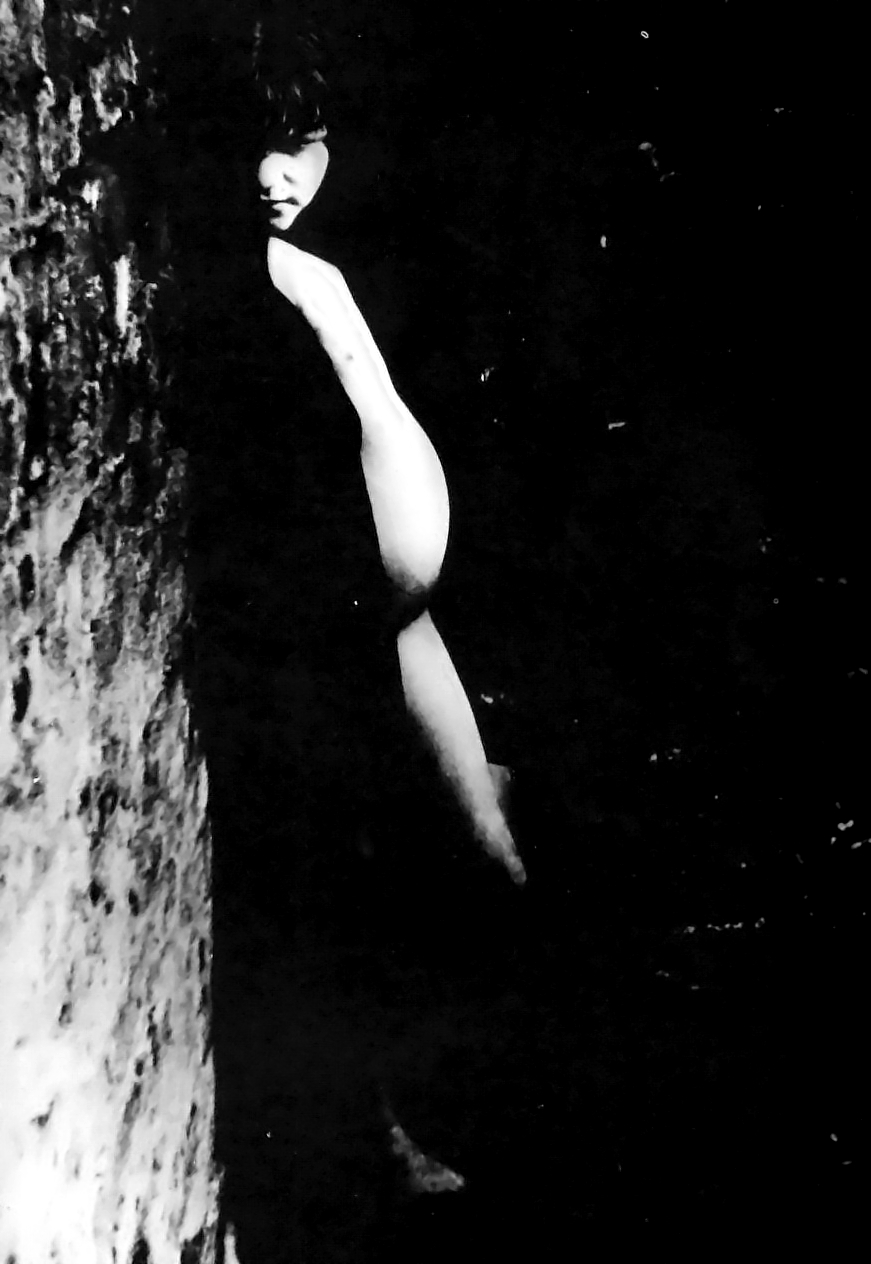
Een zwangere kinderprostituee in Londen (foto uit 1871).

Kinderprostitutie of jeugdprostitutie is het verrichten van seksuele handelingen, met of voor een ander, door kinderen of jongeren voor geld, goederen of een andere tegenprestatie.
Soms wordt de definitie beperkt tot kinderen jonger dan 16, maar meestal worden hiermee prostituees onder 18 jaar mee bedoeld. Het gebruikmaken van de diensten van een kinderprostitué(e) en de exploitatie van kinderprostitutie is in bijna alle landen strafbaar.

## Japan
Volgens Maud de Boer-Buquicchio, speciaal VN-rapporteur voor kinderprostitutie, zou 13% van de middelbareschoolmeisjes zich overgeven aan 'betaald daten' dat uitmondt in seks. De zogenaamde JK-industrie, waarbij 'JK' staat voor 'joshi kosei' of middelbarescholieres, zou door het lakse optreden van de autoriteiten de laatste jaren sterk zijn gegroeid. Terwijl het fenomeen vroeger vooral meisjes uit marginale milieus aantrok en zich in het nachtleven afspeelde, zouden nu steeds meer 'gewone meisjes' in volle daglicht onder het mom van 'waarzeggen' of 'een wandeling (osanpo)', hun diensten aanbieden. De Boer noemt geen bronnen waarop haar beweringen gestoeld zijn. De Japanse overheid noemt de beweringen ongepast en vindt het onacceptabel dat deze zijn geuit zonder het noemen van een betrouwbare bron voor de informatie.

## Geschiedenis
In het Romeinse Rijk en middeleeuws Europa lag de grens van meerderjarigheid op 12 jaar voor meisjes en 14 jaar voor jongens. In het oude Rome werd kinderprostitutie als enigszins immoreel gezien, maar het gebeurde wel op grote schaal. Keizer Domitianus was degene die kinderprostitutie verbood. Echter werden slaven gezien als objecten, waardoor de wet niet van toepassing was op kindslaven. Eigenaren van seksslaven waren doorgaans burgers met een hoge sociale of politieke status, en dit had weinig invloed op hun publieke reputatie.